# Rare collectives vol.3
『rare collectives vol.3』（レア・コレクティブス・ボリューム・スリー）は、日本のロックバンド、GLAYのコンピレーションアルバム。2011年3月9日に発売された。

## 解説
- 2003年に発売された『rare collectives vol.1』『rare collectives vol.2』に続く、カップリング曲等を集めたアルバム。『rare collectives vol.4』と同時発売。公式では、「CONCEPT ALBUM」と言う呼称となっている[1]。
- DVDとポストカードが付属する初回限定盤スペシャル・エディションとCDのみの通常盤の二仕様で発売。
- 『rare collectives vol.4』を同時に購入すると、レア音源を聞けるネットラジオ「レアコレを10倍」楽しく聴く方法」の期間限定配信を聞くことができる特典が付き、GLAY OFFICIAL SHOPで購入した場合は「レアコレを〜」の完全版が収録されたCDが特典として付いてきた（現在は付かない）。
- DISC.2の7～10曲目はGLAY LIVE TOUR 2010-2011 ROCK AROUND THE WORLD 2010年12月25日 北海道立総合体育センター 北海きたえ～る公演の音源が使用されている[2]。

## 収録曲

### Disc 1
1. そして、これからも
29thシングル「時の雫」のカップリング曲。アルバム初収録。
2. 無限のdéjà vu から 〜Peaceful Session〜
サウンドトラック『OUR LAST DAY-CASSHERN OFFICIAL ALBUM-』収録曲。8thアルバム『THE FRUSTRATED』収録曲のリアレンジバージョン。このバージョンは、GLAYのアルバム初収録。
3. 南東風 〜PEACEFUL SESSION〜
31stシングル「Blue Jean」のカップリング曲。8thアルバム『THE FRUSTRATED』収録曲のリアレンジバージョン。このバージョンはアルバム初収録。
4. すべて、愛だった -La vie d'une petite fille-
31stシングル「Blue Jean」のカップリング曲。アルバム初収録。
5. 笑顔の多い日ばかりじゃない
32ndシングル「ホワイトロード」のカップリング曲。アルバム初収録。
6. 誰かの為に生きる
33rdシングル「G4」の2曲目。アルバム初収録。
7. 恋
33rdシングル「G4」の3曲目。
8. LAYLA
33rdシングル「G4」の4曲目。シングルバージョンはアルバム初収録。
9. Lock on you
34thシングル「夏音／変な夢 〜THOUSAND DREAMS〜」のカップリング曲。アルバム初収録。
10. LONE WOLF
35thシングル「100万回のKISS」のカップリング曲。 アルバム初収録。
11. すべて、愛だった -La vie d'une petite fille- (Acoustic Version)
31stシングル「Blue Jean」のカップリング曲。アルバム初収録。

### Disc 2
1. CHILDREN IN THE WAR (Live From HIGHCOMMUNICATIONS 2003)
28thシングル「BEAUTIFUL DREAMER／STREET LIFE」のカップリング曲。アルバム初収録。
2. HOWEVER (inspired by HIGHCOMMUNICATIONS)
29thシングル「時の雫」のカップリング曲。12thシングル「HOWEVER」のリアレンジバージョン。このバージョンはアルバム初収録。
3. 無限のdéjà vu (THE GREAT VACATION -extra- Live ver.)
初CD化のライブ音源。映像はDVD『The Great Vacation EXTRA』に収録されている。元々はデモテープ「Inside of emotionalism」に収録されていた曲。
4. 彼女の“Modern…” (MEET & GREET VACATION Live ver.)
初CD化のライブ音源。映像は『THE GREAT VACATION VOL.2 〜SUPER BEST OF GLAY〜』の初回限定盤BのDVDに収録されている。
5. Julia (THE GREAT VACATION in NISSAN STADIUM Live ver.)
初CD化のライブ音源。映像はDVD『GLAY 15th Anniversary Special Live 2009 THE GREAT VACATION in NISSAN STADIUM』に収録されている。元々はデモテープ「SPEED POP」に収録されていた「RAIN」の原曲。
6. LET ME BE (THE GREAT VACATION at makuhari messe Live ver.)
初CD化のライブ音源。ネット配信のみで販売されていた曲。
7. シキナ (ROCK AROUND THE WORLD Live ver.)
10thアルバム『GLAY』収録曲の未発表ライブ音源。歌詞の一部が変わっている。
8. Precious (ROCK AROUND THE WORLD Live ver.) 
42ndシングルの未発表ライブ音源。
9. 風にひとり (ROCK AROUND THE WORLD Live ver.)
10thアルバム『GLAY』収録曲の未発表ライブ音源。
10. BELOVED (ROCK AROUND THE WORLD Live ver.) 
9thシングルの未発表ライブ音源。

### DVD（初回限定盤のみ）
- GLAY CONCERT TOUR 2004 X-RATED at NK HALL

TAKURO INTERVIEW
1. HIGHCOMMUNICATIONS
2. THE FRUSTRATED
3. ALL I WANT
4. Billionaire Champagne Miles Away
TAKURO INTERVIEW
5. そして、これからも
6. あの夏から一番遠い場所
7. 無限のdéjà vu から
HISASHI INTERVIEW
8. coyote, colored darkness
JIRO INTERVIEW
9. BUGS IN MY HEAD
10. Runaway Runaway
11. STREET LIFE
12. 南東風
TAKURO INTERVIEW
TERU INTERVIEW
13. BLAST
14. ピーク果てしなく ソウル限りなく
TERU INTERVIEW
15. BEAUTIFUL DREAMER
16. 時の雫
TAKURO INTERVIEW

- ROCK AROUND THE WORLD LIVE DVD & Blu-ray SPOT